# Silje Øyre Slind
Silje Øyre Slind, née le 9 février 1988 est une fondeuse norvégienne licenciée au Oppdal IL.

## Carrière
Elle a débuté en Coupe du monde en novembre 2011.
Elle obtient ses premiers résultats significatifs lors de la saison 2014-2015, marquant ses premiers points en Coupe du monde (15e du sprint à Lillehammer). Elle se trouve au sommet de sa forme lors de l'étape de Rybinsk où elle est 6e du sprint libre et 8e du skiathlon.
En février 2016, elle obtient de nouveau la chance de s'exprimer au plus haut niveau à Pyeongchang où elle obtient son premier podium de Coupe du monde en terminant deuxième du sprint.

## Famille
Ses sœurs Kari et Astrid sont également des fondeuses de haut niveau.

## Palmarès

### Coupe du monde
- Meilleur classement général : 51e en 2015.
- 1 podium individuel : 1 deuxième place.
- 1 podium par équipes : 1 deuxième place.

| Saison / Épreuve | Saison / Épreuve | Général | Général | Distance | Distance | Sprint | Sprint | Tour de ski depuis 2007 | Finales depuis 2008              | Nordic Opening depuis 2011 |
| ---------------- | ---------------- | ------- | ------- | -------- | -------- | ------ | ------ | ----------------------- | -------------------------------- | -------------------------- |
| Saison / Épreuve | Saison / Épreuve | Class.  | Points  | Class.   | Points   | Class. | Points | Tour de ski depuis 2007 | Finales depuis 2008              | Nordic Opening depuis 2011 |
| 2015             | 2015             | 51e     | 112     | 42e      | 56       | 36e    | 56     | —                       | Épreuve inexistante à cette date | 50e                        |